# Dachsberg (Hinterer Dachsberg, Darmstadt)
Der Dachsberg (auch: Hinterer Dachsberg) befindet sich im nordwestlichen Odenwald, ca. 1,2 km südöstlich von Darmstadt.
Der Berg in der Waldgemarkung Darmstadt ist stark bewaldet.
Am nordöstlichen Fuß des Berges befindet sich das „Wilbrand-Brünnchen“ das zum Naturschutzgebiet Darmbachaue gehört.
Unmittelbar westlich des „Wilbrand-Brünnchens“, am nordöstlichen Fuß des Dachsberges, befindet sich die Schutzhütte „Paul-Trinkglas-Tempel“.
Ca. 250 m westlich des Dachsberggipfels befindet sich der Dommerberg mit dem Bismarckturm.
Am Südosthang, unterhalb des Gipfels, befindet sich eine Felsformation.
Die B 449 (Nieder-Ramstädter Straße/Odenwaldstraße) verläuft am Südwesthang des Dachsberges.

## Toponyme
1. 1567: am Dachsberg
2. 1597: uff der Dachswießen
3. undatiert: Dachsberg
4. undatiert: Die Dachswiese
5. heute: Dachsberg

## Etymologie
Zu Althochdeutsch und Mittelhochdeutsch dahs mit der Bedeutung „Dachs“.
Der Name Dachsberg bezieht sich auf die bevorzugten Aufenthaltsorte und Bauten des Dachses.
Den Beinamen „Hinterer Dachsberg“ trägt der Berg um ihn von dem nahegelegenen „Vorderen Dachsberg“ unterscheiden zu können.